# イアン・スティーヴンソン
イアン・スティーヴンソン（Ian Stevenson、1918年10月31日 - 2007年2月3日）は、「生まれ変わり現象」の研究者である。「心搬体」（psychophore）という用語を創出し、記憶や感情や体の外傷が来世に持ち越される媒体の存在を提唱した。

## 略歴
1918年、カナダ モントリオールにて生誕、オタワにて少年時代を過ごす。幼少期より気管支炎を患い、生涯それに悩まされていた。1939年、マギル大学医学部を首席にて卒業。生化学、心身医学研究を経て、精神医学を志す。1949年よりルイジアナ州立大学にて助手、助教、教授を務め、1950年代にはオルダス・ハクスリーらとLSDやメスカリンの研究に携わっていた。1957年、バージニア大学精神科主任教授に着任。1960年には「前世の記憶とされるものによる死後生存の証拠」を発表し、閲読したチェスター・カールソンの資金援助を受ける。
生まれ変わり研究をライフワークとしたその契機となる論拠のなかには、江戸時代の当時8歳の少年・小谷田勝五郎のケースも含まれていた。勝五郎は疱瘡によって6歳で急死した、隣村に住む藤蔵という少年の生まれ変わりであると自称し、一躍騒動となった。その顛末が平田篤胤や池田冠山によって編纂され、小泉八雲によって『Rebirth of Katsugoro（勝五郎の転生）』として英訳されたことから、知るところとなった。
スティーヴンソンは、 インドでのフィールドワークを行った結果、短期間のうちに二十数例を発見する。1966年と1974年に著書『前世を記憶する20人の子供』を出版し反響を得る。現在までにスティーヴンソンと彼が率いる研究グループは、東南アジアを中心に、前世の記憶を持つとされる子どもたちの事例を2300例ほど集めている。
スティーヴンソンの研究は、月刊の科学雑誌として最古の歴史を誇る『神経・精神病学雑誌 Journal of Nervous and Mental Disease』に掲載され、特集が組まれた。その反応として、スティーヴンソン宛に世界中の科学者から論文の別刷りを請求する手紙が約1000通届いたとされる。当時の編集長であったユージン・Ｂ・ブローディ教授は、以下のコメントを残している。

2002年、研究所所長を退職。その後も個人調査と研究を継続し、259の論文と15の著作、膨大な「生まれ変わり」事例のファイルを残し、2007年に肺炎にて逝去。享年88歳。ヴァージニア大学の彼の研究グループは現在ジム・タッカーが引き継ぐ形となっている。

## 「生まれ変わり」現象の研究

### 研究方法
スティーヴンソンが取った研究方法は面接調査であり、主として2歳から5歳までの間に「前世の記憶をよみがえらせた」子供とその関係者が研究対象として選ばれた。面接調査により、子供がもつ記憶の歪み、証言者たちの相互の証言の食い違いがないかを調査し、「前世の家族」の調査も行った。

### 「前世の記憶」を持つ子供の特徴
- 子供たちが自発的に「前世」を語り始めるのは、発話が可能になる2歳から5歳までの間であり、多くのケースでは5歳から8歳までには子供たちは語るのをやめてしまい、成長するにつれ本人の記憶からも忘れ去られることになる。

- 子供たちが語る内容は、「前世」の人物が死亡した時の様子、居合わせた人や物の描写、死亡してから生まれ変わるまでの様子などである。わずかな記憶のみをもつ子供もいれば、膨大な記憶を持つ者もいる。

- そうした子供たちが示す行動には、まず「前世」の家族に対する親近感の表明がある。子供たちは時に「現世」への違和感を表明し、「本当の親のところへ連れて行って」などと訴える事がある。子供たちが前世の居住環境や親族の名を語り、その証言が事実と符合した例も多い。

- 死亡時の状況（やそれと類似した状況）への恐怖があり、特定の乗り物や火や水、銃火器などへの恐怖が見られる。

- 「前世」の人物と同様の食べ物や衣服の好き嫌い、前世と同じような発話や動作、前世の死に方に関連した先天性欠損や、痣（母斑）などが見られる事もある。スティーヴンソンは先天性欠損と母斑については生まれ変わり事例の「最有力の証拠」となると見なしている。(→#先天性刻印)

- そうした子供たちの割合は、いずれの文化圏でも男児がかなり多いという特徴が挙げられる。次に、前世の記憶では子供たちの圧倒的多数が、自然死ではなく（事故にあったり殺されたりなど）非業の死を遂げ、突然に人生に終止符が打たれているという特徴がある。

- 「前世」と「現世」の性別が異なっている場合には、性の違和感が見られる場合もある。また「前世」で成人していた場合、その記憶を語る子供たちの物腰は大人びたものであることが多い。早熟な性的行動や、酒・タバコといった大人の愛用品への嗜好も見られる。

- 死亡した前世の人物の母親が、予告夢を見ていたというケースも多い。「次に生まれる子供は、死者の生まれ変わりである」と直観するに至る夢を見ている事例である。また稀ではあるが、死者が自然に生まれ変わる場所を正確に指摘していたケースもある。

#### 真性異言
極めて稀ではあるが、前世を語る者の中には、その前世で語っていた言語を操る能力(真性異言)のある者がいる。スティーヴンソンが収集した2000例の中のわずか3例がこれに当たる。そうした事例では、催眠中に前世の人格が出現し、スウェーデン語やドイツ語などにより文章で意思疎通ができるほか、前世の言語での歌を歌う能力などが確認されている 。

#### 先天性刻印
子供たちが語る「前世の記憶」と符合する場所に母斑や先天性欠損が現れるケースがある。「前世の人格」が死亡した際に追った傷、あるいは前世の人格が持っていた痣、傷跡、ほくろや手術痕などが、現世の人格において同じ場所に再現されるケースである。中には、殺される際に手や指を切断されたために、その部分が欠損する形で現れた例もある。スティーヴンソンはこうしたケースを112例ほど収集している。中には、「前世の人格」が亡くなったときの状態を医者が記録したカルテも入手できたケースもある。

## 「生まれ変わり」現象の解釈
スティーヴンソンは「生まれ変わり事例」について以下の解釈を検討した。またスティーヴンソンは「生まれ変わりという考え方は最後に受け入れるべき解釈なので、これに変わる説明がすべて棄却できた後に初めて採用すべきである」とした。

### ①作話説
子どもとその家族が嘘をついているという説である。嘘をつく動機としては有名になりたいという名声欲や、金銭欲が考えられる。
しかし、スティーヴンソンが調査した事例では殆どの家族が子供の件で名前を知られることを嫌がっており、両親は子供に前世についての記憶を他人に話すことを固く禁じているケースが多い。また子供自身も、他人に前世の事を話すことで嘲笑やいじめの対象になり、家族関係にも溝が生じるため、自ら口を閉ざすケースも多い。また前世についての作り話をしたところで、それほどの名声や金銭が得られるわけではない。（単純に考えて、自分の子供を、例えば「殺人被害者の生まれ変わりだ」とすることに利点は見当たらない。）またアジアの一部やアフリカに住む家族は、面接時間すらろくに取れないほど忙しく、そうした利益にもならない企てに時間を割く余裕がないことが多い。こうした理由からスティーヴンソンは作話説を却下している。

### ②自己欺瞞説
「前世がある」と子供が自分自身に強く言い聞かせることで、自分自身をだましているのではないかという説である。しかし、そうした事例では子供が世界的に有名な人物の過去世を持つと主張する場合が多く、その「前世」についての証言の誤りも容易にわかる事が多い。前世を語る子供たちが被暗示性が高いという事実もない。スティーヴンソンはこの説も却下している。

### ③偶然説
すべてを単なる偶然の一致と片付ける説である。しかし、母斑や身体欠損は医学的に発生確率が推定されているため、極めて稀な「複数の」身体欠損や母斑が、「前世」の人物の傷跡などと一致する場合には、偶然説に無理が出てくる。スティーヴンソンはこの説も採用していない。

### ④潜在意識説
子どもが、前世の人物に関する情報をテレビや新聞などのマスコミなどから見聞きしたことがある（あるいは前世の人物の家族と会ったことがある）が、それを1度忘れてしまい、後になってから記憶を脚色して思い出したのではないかとする説である。例えば「前世の人物」が事件や事故で亡くなったという話をしているところを子どもが横で聞いていたという可能性が挙げられる。
しかし、スティーブンソンが調べたケースでは、「前世の家族」と「今世の家族」の間に交流があることを確かめられたケースは稀であり、ほとんどの場合、そうした家族間を結ぶ情報ルートは見つかっていない。また、調査した地域の多くは、ラジオ、テレビなどのマスコミが存在せず「過去の人物」について情報を得る手段がない。そして前世を記憶している子どもの多くが3歳以下の年齢で発言を始めることを考えると、それ以前の年齢の子どもが大人たちの会話（特に殺人事件についての会話など）やマスコミからの情報を一、二回聞いたくらいで覚えられるとは考えにくい。中には「前世の人物」やその家族が周りには伏せていた秘密の事柄に関する情報を子供が知っていたというケースも多数存在する。また、子どもと「前世の人物」の食べ物の好みやクセが一致するという事実は、単に言葉を通じて得られた知識だけでは現れにくい。以上の理由から「潜在意識説」も却下される。

### ⑤記憶錯誤説
子供が断片的に話した内容を、両親などの証言者が不正確に記憶し、「生まれ変わり」の証言を作り出したのではないかとする説である。実際には、子供が話す「前世」の証言は、両親によって無視されたり、否定的に解釈されるケースが殆どである。一般的に言って、子供の証言は両親によって「誇張」されることは少なく、逆に「過小評価」される傾向がある。よってこの説も当てはまらない。

### ⑥遺伝記憶説
「前世の人物」が同じ家族の子供として新たに生まれ変わった、とされるケースでは、子供が遺伝の影響により何らかの記憶を受け継いだのではないか、という解釈が成り立つように思える。しかし、子供が持つ「前世」の記憶の詳細は、遺伝に基づくとされる記憶をはるかに上回っているため、この説には説得力がない。

### ⑦ESP仮説 (超感覚的知覚説)
通常では知るすべのない出来事を子供が知っているのは「超能力」によるものであり、そうした能力によって得られた情報を「前世の情報」としてまとめあげたのではないか、とする説である。
しかし、この説にも問題点がある。調査された子どもには、超能力をもっているという証拠が見あたらなかった。子供たちには、「前世」を語る以外にPSIを発揮したらしい事実は見られていない。また、遠方にいる人物に関する知識を超感覚的知覚によって得たとしても、子どもがそうした人物と同じような特徴をもつようになる理由が説明できない。そうした人物の行動を真似ることは、家族との対立を生むので子供たちにはそれをする動機がない。またESPは情報の発信者と受信者の間に愛情や信頼など強い感情の結びつきがあるときに発生しやすいことがわかっているが、生まれ変わり事例では子供と「前世の人格」との間に心理的な繋がりはない。そしてESP仮説では真性異言や先天性刻印などの現象を説明できない。従って「ESP仮説」は十分な説得力をもたない。

### ⑧憑依説
この説では「肉体を持たない人格」という実体を認めて、それが肉体にとり付いて子供たちを支配していると考える。
しかし、子供たちに憑依したのならば、支配に成功した人格が、子供たちが4～8歳になる間に一様に憑依をやめてしまうのは疑問が残る。また、憑依人格と成長する人格とが闘っているような、人格の分裂傾向は子供たちには見られていない。子供たちは、特に人格の変化を示さずにそうした記憶を話すことから、人格変化や意識変化を伴うことの多い憑依とは違う現象である。また、この仮説でも、前世の人物の傷あとやあざがそのまま母斑となっているように見える現象については説明できない。したがって憑依説も却下されることとなる。
　

### ⑨生まれ変わり説
先述のように、ステイーヴンソンによれば、全ての仮説を検討した結果、最終的に最も妥当な解釈として残るのが「生まれ変わり説」である。
スティーヴンソンは、人間の発達は、遺伝要因と環境要因に加えて「生まれ変わり」という第3の要因の影響を受けるのではないか、と推測している。生まれ変わり説を採用することで、「乳幼児期の恐怖症」「幼児期に見られる変わった興味と遊び」「（酒類やタバコなど）大人の嗜好品への愛好」「早熟な性的行動」「性同一性障害」「一卵性双生児に見られる相違点」「子供が持つ理不尽な攻撃性」「左利き」「母斑」「先天的欠損」などの広範な現象を容易に説明できるという利点がある。
子供たちの中には、自殺で生涯を終えた前世を語る者もいた。こうした事例は「自殺しても苦しみは終わらない」ことを自殺願望者に気付かせるきっかけとなるのではないか、とスティーヴンソンは期待していた。

## 結論
スティーヴンソンは「事例報告をつぶさに読んだうえで、各自が自分なりの結論を得るべきであるから、私の解釈は重要でない」としながらも、最終的に、ある種の「生まれ変わり説」を受け入れていた。

## 著作
- 前世を記憶する20人の子供 上 (1977年) 今村光一 訳、叢文社

前世を記憶する20人の子供 中 (1978年) 今村光一 訳、叢文社
前世を記憶する20人の子供 下 (1978年) 今村光一 訳、叢文社
前世を記憶する20人の子供 (1980年、合本版) 今村光一 訳、叢文社
Twenty Cases Suggestive of Reincarnation (1966)
Twenty Cases Suggestive of Reincarnation (1974) 改訂増補版
- 虫の知らせの科学 (1981年) 笠原敏雄 訳、叢文社 ISBN 978-4794700292

虫の知らせの科学 (1992年、新装版) 笠原敏雄 訳、叢文社 ISBN 978-4794700292
Telepathic Impressions: A Review and Report of 35 New Cases (1970)
- 前世を記憶する子どもたち (1990年) 笠原敏雄 訳、日本教文社 ISBN 978-4531080618

前世を記憶する子どもたち (2021年、文庫版) 笠原敏雄 訳、KADOKAWA ISBN 978-4041114179
Children Who Remember Previous Lives: A Question of Reincarnation (1987)
Children Who Remember Previous Lives: A Question of Reincarnation (2000) 改訂版
- 前世の言葉を話す人々 (1995年) 笠原敏雄 訳、春秋社 ISBN 978-4393361092

Unlearned Language: New Studies in Xenoglossy (1984)
- 生まれ変わりの刻印 (1998年) 笠原敏雄 訳、春秋社 ISBN 978-4393361146

Where Reincarnation and Biology Intersect (1997) Reincarnation and Biology Volume 1 & 2 短縮版
- 前世を記憶する子どもたち 2：ヨーロッパの事例から (2005年) 笠原敏雄 訳、日本教文社 ISBN 978-4531081493

European Cases of the Reincarnation Type (2003)

### 邦訳未刊行
- Medical History-Taking (1960)
- The Psychiatric Examination (1969)
- The Diagnostic Interview (1971) Medical History-Taking 改訂増補版
- Xenoglossy: A Review and Report of A Case (1974)
- Cases of the Reincarnation Type  Vol. I: Ten Cases in India (1975)
- Cases of the Reincarnation Type  Vol. II: Ten Cases in Sri Lanka (1978)
- Cases of the Reincarnation Type  Vol. III: Twelve Cases in Lebanon and Turkey (1980)
- Cases of the Reincarnation Type  Vol. IV: Twelve Cases in Thailand and Burma (1983)
- Reincarnation and Biology: A Contribution to the Etiology of Birthmarks and Birth Defects  Volume 1: Birthmarks (1997)
- Reincarnation and Biology: A Contribution to the Etiology of Birthmarks and Birth Defects  Volume 2: Birth Defects and Other Anomalies (1997)
- Handbook of Psychiatry volume Five (2019) ジャバド・ヌルバフシュ、ハミデ・ジャハンギリ共著
- Psychological Treatment Techniques For Social Anxiety Disorder (2020) アリクバル・ショリネジャード、ハミデ・ジャハンギリ共著